# Domenico Penzo
Domenico Penzo (Chioggia, 17 ottobre 1953) è un ex calciatore italiano, di ruolo attaccante.

## Biografia
Nacque in Veneto da una famiglia di umili origini, con il padre pescatore e la madre donna delle pulizie, ultimo di sette fratelli. All'età di 6 anni si trasferì con la famiglia a Cusano Milanino, in Lombardia, per via del nuovo impiego del padre come magazziniere; qui lo stesso Domenico iniziò a lavorare, appena undicenne, come falegname.

## Caratteristiche tecniche
Centravanti alto e forte fisicamente, era abile nel gioco aereo e nelle percussioni palla al piede, dotato di sufficiente tecnica, si completava bene con attaccanti rapidi e opportunisti, come Mauro Gibellini al Verona e Paolo Rossi nella Juventus.

## Carriera

### Giocatore
Cresciuto calcisticamente nel Varese, iniziò a giocare con il Borgosesia per poi trasferirsi alla Romulea, entrambe in Serie D, dove si segnalò come un promettente cannoniere. Nel 1974 fu acquistato dalla Roma, per affiancarlo a Pierino Prati. Per lui 19 presenze e 1 rete in giallorosso nel campionato 1974-1975, nella vittoria interna contro la Fiorentina.
Nel 1975 i capitolini lo cedettero in comproprietà al Piacenza, neopromosso in Serie B. Penzo tuttavia non si integrò negli schemi di Giovan Battista Fabbri, sicché dopo sole 2 presenze venne ceduto al Benevento dove totalizzò 12 reti in 27 gare nel campionato di Serie C 1975-1976.

Penzo alla Juventus nel 1983, mentre realizza il terzo dei suoi quattro gol al in Coppa delle Coppe, sotto lo sguardo del compagno di squadra Boniek.

L'anno dopo passò al Bari, in Serie C, con cui ottenne la promozione tra in cadetti e si confermò centravanti prolifico. Dopo una stagione al Monza in Serie B, fu ceduto al Brescia con cui conquistò la promozione in Serie A contribuendo con 12 reti; al ritorno nella massima serie mise a segno solo 4 reti in 28 partite, e le rondinelle tornarono in B.
Nella stagione successiva si trasferì al Verona, a cui legò le sue migliori stagioni consacrandosi anche a livello nazionale. Con 14 gol in 31 gare riportò gli scaligeri in Serie A, nella stagione 1982-1983 fu l'unica punta della formazione di Osvaldo Bagnoli e con 15 reti fu secondo nella classifica dei marcatori, dietro solo allo juventino Michel Platini. Nella Coppa Italia 1982-1983, con le sue reti, trascinò inoltre l'Hellas sino alla finale poi persa contro la Juventus.
Proprio la società bianconera lo acquistò nel 1983 come spalla di Paolo Rossi, al posto del partente Roberto Bettega, in cambio delle comproprietà di Giuseppe Galderisi e Massimo Storgato. A Torino si rese protagonista di un exploit in Coppa delle Coppe, segnando 4 reti nella partita contro i polacchi del Lechia Danzica, e contribuì con 5 reti in 25 partite alla conquista del double continentale composto da scudetto e Coppa Coppe, non riuscendo tuttavia a convincere appieno l'ambiente juventino.
Ceduto dopo un anno al Napoli, giocò al fianco di Diego Armando Maradona fino al 1986, venendo relegato al ruolo di riserva dopo l'acquisto di Bruno Giordano. Dopo una stagione fuori rosa ancora tra le file degli azzurri, chiuse la carriera nel Trento, in Serie C1.
Ha complessivamente totalizzato 122 presenze e 27 reti in Serie A, 136 presenze e 44 reti in Serie B.

### Dopo il ritiro
Una volta lasciata l'attività agonistica si stabilisce a Verona, dove è rappresentante di articoli sportivi. Inoltre viene chiamato come commentatore e opinionista sportivo nelle reti televisive locali.
Il 7 marzo 2018 torna al Verona con il ruolo di ambasciatore del club, gestendo i rapporti con la tifoseria e incentivando le attività benefiche della società.

## Palmarès

### Competizioni nazionali
- Campionato italiano di Serie B: 1

Verona: 1981-1982
- Campionato italiano: 1

Juventus: 1983-1984

### Competizioni internazionali
- Coppa delle Coppe: 1

Juventus: 1983-1984